# At Rolling Forks
At Rolling Forks est un film muet américain réalisé par Al Christie et Milton J. Fahrney, sorti en 1912.

## Synopsis
Inconnu.

## Fiche technique
- Titre : At Rolling Forks
- Réalisation : Al Christie, Milton J. Fahrney
- Scénario : Al Christie
- Production : David Horsley pour Nestor Film Company
- Distribution : Motion Picture Distributors and Sales Company
- Genre : Western
- Date de sortie :
  - États-Unis : 26 février 1912

## Distribution
- Victoria Forde : Hetty
- George Gebhardt